# Ambassade van IJsland in Zweden
De ambassade van IJsland in Zweden staat in Stockholm in de wijk Östermalm. De IJslands-Zweedse diplomatieke betrekkingen werden op 27 juli 1940 geformaliseerd met de benoeming van de eerste ambassadeur, Vilhjálmur Finsen.

## Geschiedenis
De ambassade van IJsland in Zweden werd op 31 juli 1940 geopend en was gevestigd in een kamer in het Strand Hotel in Stockholm. Het was de derde ambassade van IJsland, na de missies in Kopenhagen en Londen. Er volgden een aantal verhuizingen tot in 1948 een pand aan de Kommendörsgatan 35 in Stockholm werd betrokken, wat de definitieve plek werd.
De ambassade was sinds haar oprichting de IJslandse diplomatieke vertegenwoordiging naar verschillende landen in de wereld, waaronder decennialang Finland tot er in 1997 een ambassade in Helsinki geopend werd.

## Missie
De ambassade in Helsinki vertegenwoordigt IJsland in Zweden, Cyprus en Nieuw-Zeeland, waarbij de ambassadeur in beide landen formeel is geaccrediteerd. Onder de ambassade vallen een zestal honorair consuls, waarvan drie in de Zweedse steden Göteborg, Karlstad en Malmö, twee in de Nieuw-Zeelandse steden Auckland en Nelson, en een in de Cypriotische hoofdstad Nicosia.

## Ambassadeurs
De volgende diplomaten waren ambassadeur voor IJsland in Zweden:
| #                                                              | Naam                           | Aanstelling       | Einde missie      | Bron   | Vertegenwoordiging naar |
| -------------------------------------------------------------- | ------------------------------ | ----------------- | ----------------- | ------ | --- |
| 1                                                              | Vilhjálmur Finsen              | 27 juli 1940      | 1 december 1947   |        | |
| 2                                                              | Helgi P. Briem                 | 28 december 1950  | 1 juli 1955       |        | Finland (vanaf 1947) Iran (1951-1962) Israël (1951-1963) Joegoslavië (1953-1955) Japan (1958-1962)                                               |
| 3                                                              | Magnús V. Magnússon            | 18 januari 1956   | 1 juni 1962       |        | Finland (vanaf 1947) Iran (1951-1962) Israël (1951-1963) Joegoslavië (1953-1955) Japan (1958-1962)                                               |
| 4                                                              | Hans G. Andersen               | 1 juni 1962       | 1 juli 1963       |        | Finland (vanaf 1947) Iran (1951-1962) Israël (1951-1963) Joegoslavië (1953-1955) Japan (1958-1962)                                               |
| 5                                                              | Árni Tryggvason                | 1 juni 1964       | 30 september 1969 |        | Finland Oostenrijk (1965-1976) |
| 6                                                              | Haraldur Kröyer                | 1 januari 1970    | 27 februari 1973  |        | Finland Oostenrijk (1965-1976) |
| 7                                                              | Guðmundur Ívarsson Guðmundsson | 27 februari 1973  | 8 september 1977  |        | Finland Oostenrijk (1965-1976) |
| 8                                                              | Ingvi S. Ingvarsson            | 8 september 1977  | 2 september 1982  |        | Albanië (1978-1991) Finland Joegoslavië (1976-1991) Saoedi-Arabië (1982)                                                                         |
| 9                                                              | Benedikt Gröndal               | 2 september 1982  | 15 oktober 1987   |        | Albanië (1978-1991) Finland Joegoslavië (1976-1991) Saoedi-Arabië (1982)                                                                         |
| 10                                                             | Þórður Einarsson               | 15 oktober 1987   | 22 februari 1991  |        | Albanië (1978-1991) Finland Joegoslavië (1976-1991) Saoedi-Arabië (1982)                                                                         |
| 11                                                             | Sigríður Á. Snævarr            | 22 februari 1991  | 15 februari 1996  |        | Estland (1991-1999) Finland (1991-1997) Letland (1991-1999) Albanië (1994-2001) Slovenië (1994-2001) Namibië (1994-1996) Cyprus (1999-2001) Bron |
| 12                                                             | Hörður H. Bjarnason            | 15 februari 1996  | 30 augustus 2001  |        | Estland (1991-1999) Finland (1991-1997) Letland (1991-1999) Albanië (1994-2001) Slovenië (1994-2001) Namibië (1994-1996) Cyprus (1999-2001) Bron |
| 13                                                             | Svavar Gestsson                | 30 augustus 2001  | 30 november 2005  |        | Albanië Bangladesh (1999-2007) Bulgarije (1999-2007) Pakistan (1999-2007) Servië en Montenegro (2001-2007) Sri Lanka (2001-2007) Bron            |
| 14                                                             | Guðmundur Árni Stefánsson      | 30 november 2005  | 28 oktober 2011   |        | Albanië Cyprus (2007-) Irak (2007-2010) Koeweit (2007-2022) Saoedi-Arabië (2007-2010) Servië (2007-2010) Syrië (2007-2022) Bron                  |
| 15                                                             | Gunnar Gunnarsson              | 28 oktober 2011   | 23 september 2015 |        | Albanië Cyprus (2007-) Irak (2007-2010) Koeweit (2007-2022) Saoedi-Arabië (2007-2010) Servië (2007-2010) Syrië (2007-2022) Bron                  |
| 16                                                             | Estrid Brekkan                 | 23 september 2015 | 31 juli 2020      | [ 16 ] | Albanië Cyprus (2007-) Irak (2007-2010) Koeweit (2007-2022) Saoedi-Arabië (2007-2010) Servië (2007-2010) Syrië (2007-2022) Bron                  |
| 17                                                             | Hannes Heimisson               | 4 september 2020  | 1 december 2022   | [ 17 ] | Albanië Cyprus (2007-) Irak (2007-2010) Koeweit (2007-2022) Saoedi-Arabië (2007-2010) Servië (2007-2010) Syrië (2007-2022) Bron                  |
| 18                                                             | Bryndís Kjartansdóttir         | 14 december 2022  |                   | [ 18 ] | Cyprus Nieuw-Zeeland |
| Bron tot en met maart 2016. Lijst bijgewerkt in februari 2024. |                                |                   |                   |        | |